# Шельфовий льодовик Рісер-Ларсена
Шельфовий льодовик Рісер-Ларсена (англ. Riiser-Larsen Ice Shelf) — це 400-кілометровий шельфовий льодовик, розташований на узбережжі Принцеси Марти на Землі Королеви Мод у Східній Антарктиді. Шельф простягається від мису Норвегія до острова Ліддан на півночі і до льодовика Станкомб Віллс на півдні. Він відокремлює море Ведделла на заході від моря Короля Хокона VII на сході.
Частини льодовика бачили Вільям Спіріс Брюс у 1904 році, Ернест Шеклтон у 1915 році та Яльмар Рісер-Ларсен у 1930 році. Більша частина була сфотографована і нанесена на карту з повітря Норвезько-британсько-шведською антарктичною експедицією в 1951—1952 роках. Додаткове картографування південного і сухопутного країв було забезпечено аерофотознімками, зробленими під час операції «Глибока заморозка». Льодовик був названий Норвегією на честь капітана Х'ялмара Рійзера-Ларсена, який досліджував цю територію в 1930 році.